# Драконтид (один из Тридцати тиранов)
Драконтид (др.-греч. Δρακοντίδης; умер в 403 году до н. э. или позже) — древнегреческий политический деятель, один из Тридцати тиранов, правивших Афинами в 404—403 годах до н. э.. Именно он разработал проект нового государственного устройства, а потом вошёл в специально учреждённую коллегию. Драконтид принадлежал к той трети членов совета, которая была назначена гетериями, и представлял филу Аянтида. О дальнейшей его судьбе точных сведений нет. При этом античные авторы сообщают, что большинство «тиранов» после поражения в гражданской войне бежало в Элевсин (403 год до н. э.), и позже одни предстали перед судом, другие были убиты, а третьи нашли убежище в других регионах Греции.
Автор схолиев к «Осам» Аристофана упоминает Драконтида как «человека очень скверного и много раз подвергавшегося осуждению».